# Terminalia camuxa
Terminalia camuxa är en tvåhjärtbladig växtart som beskrevs av Pickel. Terminalia camuxa ingår i släktet Terminalia och familjen Combretaceae. Inga underarter finns listade i Catalogue of Life.